# Taxifolina
Taxifolin es un flavanonol, un tipo de flavonoide.

## Producción natural
Se puede encontrar en las coníferas, como el alerce siberiano Larix sibirica, en Rusia, en Pinus roxburghii, in Cedrus deodara y en Taxus chinensis var. mairei. También se puede encontrar en la palma de açaí, en el extracto de silimarina de las semillas de Silybum marianum y en pequeñas cantidades en la cebolla roja.

## Farmacología
Taxifolina no es mutagénico y de bajo tóxico en comparación con el compuesto relacionado quercetina. Actúa como un potencial agente quimiopreventivo mediante la regulación de los genes a través de un mecanismo de ARE-dependiente. Taxifolina ha demostrado que inhibe el crecimiento celular del cáncer de ovario en una dosis de manera dependiente. También hay una fuerte correlación (con un coeficiente de correlación de 0,93) entre los efectos antiproliferativos de dihidroquercetina (DHQ, taxifolina) de derivados en la piel de murino fibroblastos y células humanas de cáncer de mama.
La capacidad de taxifolina para estimular la formación de fibrillas y promover la estabilización de las formas fibrilares de colágeno puede ser utilizado en la medicina. También inhibió la taxifolina la melanogénesis celular tan eficazmente como la arbutina, uno de los agentes hipopigmentadores más ampliamente utilizados en cosméticos. Sin embargo, la arbutina actúa como la quercetina extremadamente mutagénica, carcinogénica y tóxica.